# ベン・シャーン
ベン・シャーン（Ben Shahn, 1898年9月12日 - 1969年3月14日）。アメリカの画家。20世紀という時代、社会を絵や写真として残した。ビキニ環礁におけるアメリカの水爆実験で被曝した第五福竜丸を取り上げた「ラッキードラゴン」シリーズを描き、日本の画家、イラストレーター等にも影響を与えた。

## 経歴
1898年、ロシア帝国内のコヴノ（現在のリトアニアのカウナス）に生まれた。父はヨシュア・ヘッセル・シャーン(Joshua Hessel Shahn)で木彫職人、母はギッテル・リーベルマン・シャーン(Gittel Lieberman Shahn)で陶芸職人、両親ともユダヤ人だった。1902年、父が革命活動の容疑でシベリアに送られたため、家族とヴィルコム(現在のウクメルケ)に移る。
1906年、8歳のとき、シベリアを逃れてアメリカに渡った父と暮らすためアメリカに渡る。1912年、ニューヨークのブルックリンに住み、叔父の石版画工房で見習いとして働き始めた。この石版の修行がのちのシャーンの作風に影響を与えた。シャーンは夜間学校に通い、試験を受けてコロンビア大学に進む。その後、ニューヨーク大学、ニューヨークシティーカレッジに通う。
1922年、ティリー・ゴールドスタインと結婚。
1932年、サッコ・ヴァンゼッティ事件に関する一連の絵を発表。同年、ドレフュス事件をテーマにしたシリーズを加えた展覧会を開催。
1934年、この頃から写真を始め、ニューヨークの街の情景、地方の貧困などを写真に収める。
1960年、ビキニ環礁の水爆実験(1954年)で被爆した第五福竜丸をテーマにしたシリーズの制作を始める。同年、ニュージーランド、東南アジア、日本を旅行する。
1962年、前年に事故死したダグ・ハマーショルド国連事務総長の肖像画を依頼される。
1968年、ライナー・マリア・リルケの『マルテの手記』をテーマにした版画集『一行の詩のためには…リルケの「マルテの手記」より』を制作する。シャーンが28歳の時にパリで出会って以来座右の書であった『マルテの手記』の言葉から創作された石版画集である。この作品がシャーンの最後の作品となった。
1969年3月14日、ニューヨークにおいて心臓発作で死去。
1980年代に民主化運動が起きた韓国では、抵抗の画家ベン・シャーンに私淑するする画家が多い。

## 代表作
- 『サッコとバンゼッティの受難』(1931年 - 1932年): サッコとバンゼッティの受難
- 『赤い階段』(1944年)
- 『解放』（1945年）
- 『恐怖の夜の町』(1951年)
- 『ラッキードラゴン』(1960年)

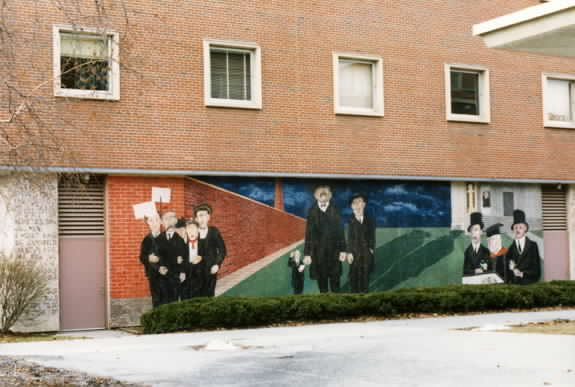
サッコとバンゼッティの受難

- 『一行の詩のためには…リルケの「マルテの手記」より』(1968年)

## 関連文献
- 永田浩三『ベン・シャーンを追いかけて』大月書店、2014年。ISBN 978-4272612307。
- 『ベン・シャーン クロスメディア・アーティスト』美術出版社、2012年。ISBN 978-4568104301。